# Église Saint-Eustache de Viroflay
Pour les articles homonymes, voir Église Saint-Eustache.
L'église Saint-Eustache est une église située rue Jean-Rey à Viroflay.

## Historique
À cet endroit se trouvait une chapelle consacrée à Saint-Denis et remontant au XIIIe siècle. Le nouvel édifice, construit en 1543, a été consacré  par le cardinal Eustache du Bellay. À l’époque de sa construction, elle était entourée d’une centaine de chaumières, et entourée d'un cimetière.
Au XVIIe siècle, des travaux y sont réalisés par la famille de Michel Le Tellier.
Pendant la Révolution, elle est transformée en « Temple de la Raison ». En novembre 1793, elle est saccagée, ses biens vendus aux enchères, y compris le linge et les boiseries offertes par Louis XIV.
Elle a été rénovée en 2020.

## Description

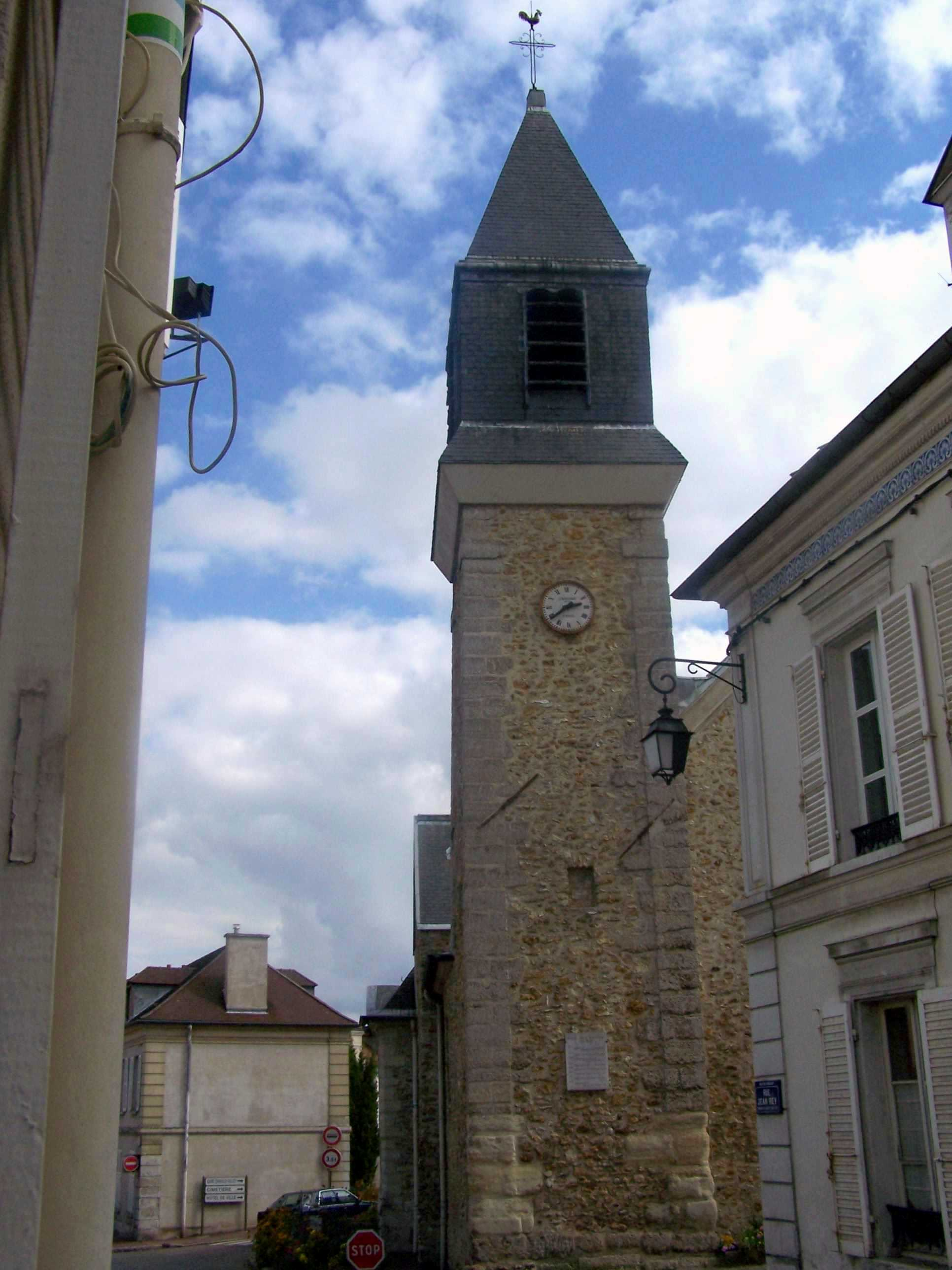
Le clocher de l'église.

La façade occidentale comporte un porche surmonté d'une baie. Une chapelle flanque la nef sur son côté nord, tandis qu'une tour-clocher surmonte la façade ouest.

## Mobilier
Depuis 1881, il s'y trouve une statue de la Sainte-Vierge, œuvre du sculpteur Froc-Robert, qui se trouvait accolée au chêne de la Vierge à Viroflay.